# Miriam Haley
Miriam Haley, ursprungligen Haleyi, född 1977 i Finland, är en filmproducent. Hon gör frilansande produktioner för bland annat reklambyråer. Hon har även arbetat inom filmindustrin i London och som produktionsassistent för dokusåpan Project Runway. Vittnesmål från Haley bidrog till att fälla Harvey Weinstein för våldtäkt och sexuellt ofredande 2020.
8 augusti 2020 var Haley sommarvärd i P1.

## Biografi
Haley föddes i Finland. Familjen flyttade till Sverige, och hon växte upp i Täby, Vallentuna och Solna. Hon studerade vid Adolf Fredriks musikklasser. Vid nitton års ålder flyttade hon till London, där hon inledde en karriär som filmproducent.
Haley träffade Harvey Weinstein under premiären av The Aviator. Några år senare fick hon av honom ett erbjudande om att bli produktionsassistent för dokusåpan Project Runway, varpå hon flyttade till USA. Haleys vittnesmål om övergrepp av Weinstein i hans lägenhet på Manhattan 2006 var centrala när Weinstein dömdes till 23 års fängelse för våldtäkt och sexuellt ofredande 2020. Av dessa 23 år var tre för våldtäkt på Jessica Mann, och 20 för sexuella övergrepp på Haley.
Haley är bosatt i London och i Mexiko. 8 augusti 2020 var hon sommarvärd i P1.